# TSPAN2
TSPAN2 (англ. Tetraspanin 2) – білок, який кодується однойменним геном, розташованим у людей на короткому плечі 1-ї хромосоми. Довжина поліпептидного ланцюга білка становить 221 амінокислот, а молекулярна маса — 24 148.
| 10         |  | 20         |  | 30         |  | 40         |  | 50         |
| ---------- |  | ---------- |  | ---------- |  | ---------- |  | ---------- |
| MGRFRGGLRC |  | IKYLLLGFNL |  | LFWLAGSAVI |  | AFGLWFRFGG |  | AIKELSSEDK |
| SPEYFYVGLY |  | VLVGAGALMM |  | AVGFFGCCGA |  | MRESQCVLGS |  | FFTCLLVIFA |
| AEVTTGVFAF |  | IGKGVAIRHV |  | QTMYEEAYND |  | YLKDRGKGNG |  | TLITFHSTFQ |
| CCGKESSEQV |  | QPTCPKELLG |  | HKNCIDEIET |  | IISVKLQLIG |  | IVGIGIAGLT |
| IFGMIFSMVL |  | CCAIRNSRDV |  | I          |  |            |  |            |

A: Аланін

C: Цистеїн

D: Аспарагінова кислота

E: Глутамінова кислота

F: Фенілаланін

G: Гліцин

H: Гістидин

I: Ізолейцин

K: Лізин

L: Лейцин

M: Метіонін

N: Аспарагін

P: Пролін

Q: Глутамін

R: Аргінін

S: Серин

T: Треонін

V: Валін

W: Триптофан

Задіяний у такому біологічному процесі як поліморфізм. 
Локалізований у мембрані.